# June Thorburn
June Thorburn (Karachi, Pakistan, 8 juni 1931 - Blackdown, 4 november 1967) was een Engelse filmactrice.
Thorburn werd geboren in toenmalig Brits India, maar huidig Pakistan, als dochter van een Britse kolonel die daar gelegerd was en kleindochter van een ingenieur, in Brits India werkzaam. Als kind speelde ze reeds in films en scheef ze scripts voor toneel. Daarnaast was ze kampioen in skiën. Op haar 20ste ging ze naar Engeland om zich volledig toe te leggen op het acteren. Op 36-jarige leeftijd overleed zij bij een vliegtuigongeluk, terwijl ze zwanger was van haar derde kind.